# 国税労働組合総連合
国税労働組合総連合（こくぜいろうどうくみあいそうれんごう、略称：国税労組（こくぜいろうそ）、英語：Japanese Confederation of National Tax Unions、略称：JCNTU）は、国税組織（税務署・国税局・国税庁）における労働組合である。

## 概要
国税労組は、全国の国税局・国税事務所、及び国税庁単位の13の労働組合（単組）によって構成されている協議体組織である。
組合員は全国524の税務署をはじめ、国税庁、11の国税局及び沖縄国税事務所に勤務している国税職員が加入しており、職場においては「適正・公平な課税の実現」に向け、国税の賦課徴収などの業務を行っている。
組織運動の方針としては、「自由・民主主義・社会正義」を基調に、組合員の労働条件改善、経済的社会的地位の向上を目指し、運動を進めている。
また、「国税労組」は、日本の大多数の労働組合で結成された『日本労働組合総連合会』(略称：連合)をはじめ、『国公関連労働組合連合会』（略称：国公連合）や、『全大蔵労働組合連絡協議会』（略称：全大蔵労連）にも加入している。
- 本部：東京都千代田区霞が関三丁目1-1 財務省ビル西155号室

## 加盟組合
- 北海道国税労働組合
- 東北国税労働組合
- 関東信越国税労働組合
- 東京国税労働組合
- 名古屋国税職員労働組合
- 北陸国税職員労働組合
- 大阪国税労働組合
- 中国国税職員組合
- 四国国税労働組合
- 福岡国税労働組合
- 熊本国税労働組合
- 沖縄国税労働組合
- 国税庁職員労働組合（オブ加盟）